# لاري موراي (لاعب كرة قاعدة)
لاري موراي (بالإنجليزية: Larry Murray)‏ هو لاعب كرة قاعدة أمريكي، ولد في 1 أبريل 1953 في شيكاغو في الولايات المتحدة.

## وصلات خارجية
- لاري موراي على موقعبيزبول رفرنس.كوم (الدوري الرئيسي) (الإنجليزية)
- لاري موراي على موقعبيزبول رفرنس.كوم (الدوري الثانوي) (الإنجليزية)